# Cedrol
El cedrol és un alcohol sesquiterpenoide que es troba a l'oli essencial de coníferes, especialment en el gènere Cupressus (xiprer) i Juniperus. També ha estat identificat en l'Origanum onites, una planta relacionada amb l'orenga.
Es fa servir en la indústria d'aromes i perfumeria, i com suavitzant per a la pell.

## Altres noms
- [3R-(3α,3aβ,6α,7β,8aα)]-octahydro-3,6,8,8-tetramethyl-1H-3a,7-methanoazulen-6-ol.[4]
- Cedran-8-ol, epicedrol[5]